# Claude Chabauty
Claude Chabauty (* 4. Mai 1910 in Oran; † 2. Juni 1990 in Grenoble) war ein französischer Mathematiker.
Er besuchte ab 1929 die École normale supérieure. 1938 wurde er mit einer zahlentheoretischen Arbeit promoviert (Sur les équations diophantiennes liées aux unités d'un corps de nombres algébriques fini). Er war Professor in Straßburg. 1954 wurde er Nachfolger von Marcel Brelot an der Universität Grenoble als Direktor des Labors für Reine Mathematik, das er 22 Jahre leitete. Er beschäftigte sich mit diophantischer Approximation und Geometrie der Zahlen. Er war einer der ersten Mathematiker, der mit dem gleichen Erfolg klassische Analysis und p-adische Analysis in zahlentheoretischen Problemen benutzte.
Nach ihm ist die Chabauty-Topologie benannt.